# Pericyma polygramma
Pericyma polygramma är en fjärilsart som beskrevs av George Francis Hampson 1913. Pericyma polygramma ingår i släktet Pericyma och familjen nattflyn. Inga underarter finns listade i Catalogue of Life.